# Tuszów Mały
Tuszów Mały (früher Tuszów Kolonia; deutsch Tuschow oder Tuszow, ursprünglich Bruskenheim) ist eine Ortschaft mit einem Schulzenamt der Gemeinde Tuszów Narodowy im Powiat Mielecki der Woiwodschaft Karpatenvorland in Polen.

## Geographie
Der Ort liegt im Sandomirer Becken, 9 km nördlich der Stadt Mielec. Die Nachbarorte sind Tuszów Narodowy im Norden, Malinie im Süden, sowie Babicha im Westen.

## Geschichte

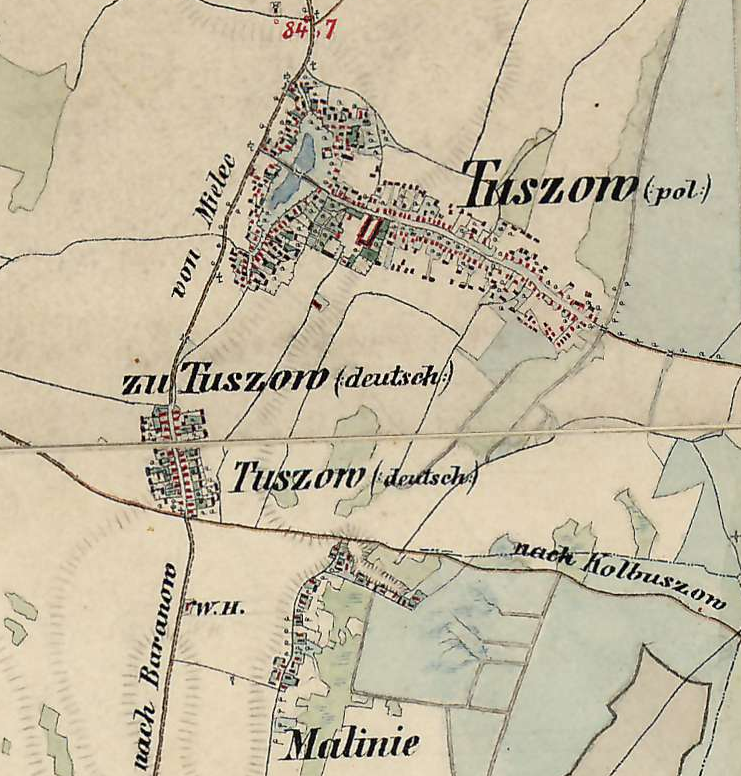
Tuszow auf der Franziszeischen Landesaufnahme um die Mitte des 19. Jahrhunderts

Bei der Ersten Teilung Polens kam das Dorf Tuszów (jetzt Tuszów Narodowy) 1772 zum neuen Königreich Galizien und Lodomerien des habsburgischen Kaiserreichs (ab 1804).
Das Dorf entstand im Jahr 1783 im Zuge der Josephinischen Kolonisation auf dem südlichen Grund des Dorfes Tuszów. 21 deutsche Familien verschiedener Konfession wurden auf 136 Hektar als Kolonisten angesiedelt. Die Kolonie wurde anfänglich Bruskenheim genannt, aber der Name etablierte sich nicht und wurde einige Jahre nach der Gründung nie wieder benutzt. 1812 gab es 110 Deutsche, 1880 105, 1890 79. Im Jahr 1900 hatte die Gemeinde Tuszów Kolonia im Bezirk Mielec 21 Häuser mit 115 Einwohnern, davon waren alle polnischsprachig, 110 römisch-katholisch, es gab 4 Juden.
1918, nach dem Ende des Ersten Weltkriegs und dem Zusammenbruch der k.u.k. Monarchie, kam Tuszów Mały zu Polen. Unterbrochen wurde dies durch die Besetzung Polens durch die Wehrmacht im Zweiten Weltkrieg, währenddessen es zum  Generalgouvernement gehörte.
1921 deklarierten sich alle 111 Bewohner in Tuszów Kolonia als polnischer Nationalität. Vor dem Weltkrieg strebte Herbert Czaja, der Professor am Gymnasium in Mielec, das Deutschtum in der Umgebung mit beschränkten Erfolg wiederzubeleben. Die Besatzer verstärkten die Bemühungen nach dem Umbruch des Weltkriegs. Heinrich Servan wurde zum Vogt in Tuszów Narodowy.
Von 1975 bis 1998 gehörte Tuszów Mały zur Woiwodschaft Rzeszów.

## Persönlichkeiten
- Jan Sehn (1909–1965), Professor an der Jagiellonen-Universität